# Kloden drejer
"Kloden drejer" (em português A Terra está girando ou a "Terra gira") foi a canção que representou a Dinamarca no Festival Eurovisão da Canção 1983, realizado em Munique, Alemanha. Foi interpretada em dinamarquês por Gry Johansen. Tinha letra de Flemming Gernyx, Christian Jacobsen e Billy Cross; música de Flemming Gernyx, Christian Jacobsen e Lars Christensen (curiosamente os dois últimos participariam no coro). A orquestração esteve a cargo de Allan Botschinsky.
A canção dinamarquesa foi a 15.ª a ser interpretada na noite do festival, a seguir à canção alemã "Rücksicht" interpretada por Hoffmann & Hoffmann e antes da canção israelita "Khay" cantada por Ofra Haza. No final da votação, a canção dinamarquesa obteve 16 pontos e classificou-se em 17.º lugar.
A canção Kloden drejer é uma canção de amor, com Gry Johansen justapondo um encontro entre duas pessoas e a serenidade que pode gerar,  perante o caos da vida diária. 

Gry Johansen lançou uma versão em inglês intitulada "We're like starlight".